# Batalla de Nanahuatipam
La Batalla de Nanahuatipam tuvo lugar el 10 de agosto de 1864 en las inmediaciones del actual municipio de San Antonio Nanahuatipam en el estado de Oaxaca, México, entre elementos del ejército mexicano de la república, al mando del general Porfirio Díaz y tropas francesas al servicio del Segundo Imperio Mexicano. A pesar de la victoria mexicana, Porfirio Díaz tuvo que darse a la retirada pues una avanzada conservadora se acercaba con refuerzos por lo que irremediablemente perdería la batalla. 

## Antecedentes
A finales de 1863, el general Porfirio Díaz se estableció en la ciudad de Oaxaca, capital del estado homónimo. Desde ahí comenzó a organizar nuevas brigadas de infantería y caballería con las cuales hostilizó los puestos avanzados que tenía el ejército francés en el sur de Puebla.
Por su parte, los franceses se encontraban abriendo caminos para el paso de convoyes por los cuales pudieran enviar tropas para atacar al ejército republicano asentado en Oaxaca. 
Es hasta julio de 1864 que el mariscal Aquiles Bazaine envía cuatro columnas (tres francesas y una mexicana) para entrar a Oaxaca y atacar a Díaz. La columna principal, al mando del general Brincourt, salió de Puebla rumbo a Huajuapan. Otra columna salió de Orizaba con rumbo a Teotitlán. La columna mexicana marcharía de Atlixco a Tlapa y la última columna de Cuernavaca a Chilapa. 

## Batalla
Díaz sale a Teotitlán a combatir a los franceses. Pernocta cerca de San Antonio Nanahuatipam, donde se entera de que hay un destacamento francés en la hacienda de Ayotla. 
La mañana del 10 de agosto Díaz avanza sin ser descubierto al pueblo donde encuentra hombres del 7° de línea bañándose en el río. Díaz ataca, causando varias bajas. Tras recuperarse de la sorpresa, los soldados tomaron sus armas y se defendieron del ataque, replegándose hacia la iglesia dejando en el campo sus mochilas y ropajes.
Mientras tanto, otro destacamento republicano atacó a una compañía francesa que se encontraba en la hacienda de Ayotla. Los franceses estuvieron a punto de sucumbir ante la superioridad numérica de los republicanos, no obstante, la llegada de refuerzos de mexicanos imperialistas obligó a los republicanos a retroceder.